# Teobaldo de Saavedra y Cueto
Teobaldo de Saavedra y Cueto (Sevilla, 1839-Hornachuelos, 1898) fue un político, militar y cortesano español, diputado y senador en Cortes. Ostentó el título de primer marqués de Viana.

## Biografía
Nació el 14 de noviembre de 1839 en Sevilla. Hijo del duque de Rivas y de María de la Encarnación Cueto y Ortega, ingresó en la carrera militar, si bien la abandonó tras la revolución de 1868. Ocupó los cargos de gobernador civil de Madrid, diputado a Cortes por la provincia de Córdoba y senador. En 1875 se le concedió el título nobiliario de marqués de Viana. Fue gentilhombre de cámara con ejercicio y servidumbre y grande de España. Falleció en su finca cordobesa de Moratalla el 23 de diciembre de 1898. Se casó en 1873 con Carmen Pérez de Barradas y Bernuy, marquesa viuda de Villaseca, con quien no tuvo hijos.